# District de Gaster
Le district de Gaster était l'un des quatorze districts du canton de Saint-Gall.

## Histoire
Mentionné depuis 1230 sous le nom de Gastirn qui vient du latin castrum qui signifie château, la région de Gaster devient, à la disparition de la famille Kybourg, propriété habsbourgeoise qui en fait un bailliage au XVe siècle. Le bailliage fait alors part de son désir de rejoindre la confédération des VIII cantons comme nouveau canton, ce que le déclenchement de l'ancienne guerre de Zurich empêchera. Dès 1438, Gaster devient un bailliage commun à Schwytz et Glaris, tout en conservant une large indépendance politique et judiciaire.
La région va brièvement embrassé la Réforme protestante entre 1529 et 1531, alors que les relations avec Schwytz allaient en se dégradant. Lors des troubles liés à la Révolution française de 1798, Gaster lance le projet de fonder un canton du lac de Walenstadt avec Uznach, March et Rapperswil, mais est incorporé pendant quelques mois au canton de Sargans avant de rejoindre le canton de Linth. 
En 1803, la région est finalement attribuée au canton de Saint-Gall, où elle fait tout d'abord partie du district d'Uznach, avant de devenir un district indépendant en 1831. Le 1er janvier 2003, le district de Gaster est réuni à celui de See pour former la circonscription électorale de See-Gaster.

## Communes
- Amden
- Weesen
- Schänis
- Benken
- Kaltbrunn
- Rieden.